# Wahlen zum Senat der Vereinigten Staaten 1958
Die Wahlen zum Senat der Vereinigten Staaten 1958 zum 86. Kongress der Vereinigten Staaten fanden größtenteils am 4. November statt. Die Wahlen waren Teil der Wahlen in den Vereinigten Staaten an diesem Tag, den Halbzeitwahlen (engl. midterm election) in der Mitte von Dwight D. Eisenhowers zweiter Amtszeit. Im Bundesstaat Maine fand die Wahl letztmals früher statt, nämlich am 8. September.
Die erste Senatswahl im neu in die Union aufgenommenen Staat Alaska fand am 25. November 1958 statt, die in Hawaii am 28. Juli 1959. Welcher Klasse die beiden neuen Senatoren angehören würden, was gleichzeitig die Dauer der ersten Amtsperiode der neuen Senatoren festlegte, wurde nach der Wahl ausgelost.
Zur Wahl standen die 32 Sitze der Klasse I, außerdem fanden zwei Nachwahlen für vorzeitig aus dem Amt geschiedene Senatoren statt. 13 dieser Senatoren gehörten der Demokratischen Partei an, 21 den Republikanern. 18 Senatoren wurden wiedergewählt bzw. bestätigt, 13 Demokraten und 5 Republikaner. 13 bisher republikanische Sitze gingen an die Demokraten, die Republikaner konnten keinen Sitz von den Demokraten gewinnen. Hinzu kamen die zwei Sitze in Alaska, die die Demokraten ebenfalls erhielten. Dadurch konnten die Demokraten ihre Mehrheit von 49 auf 64 Sitze ausbauen, die Republikaner gingen von 47 auf 34 zurück. Nach den Wahlen auf Hawaii, wo beide Parteien jeweils einen der neuen Senatoren stellten, ergab sich eine Sitzverteilung von 65 zu 35.
Zu Veränderungen nach der Wahl siehe auch Liste der Mitglieder des Senats im 86. Kongress der Vereinigten Staaten.

## Ergebnisse

### Nachwahlen zum 85. Kongresses sowie erste Wahl in Alaska
Die Inhaber der in North Carolina und West Virginia zur Wahl stehenden Sitze wurden als Ersatz für ausgeschiedene Senatoren ernannt, die Wahlen fanden gleichzeitig mit der Wahl zum 86. Kongress statt. Die Gewinner dieser Wahlen wurden vor dem 3. Januar 1959 in den Senat aufgenommen, also während des 85. Kongresses. Die ersten Wahlen in Alaska fanden am 25. November 1958 statt.
| Staat          | Amtierender Senator | Partei       | Nachwahl   | Ergebnis            | Neuer Senator     |
| -------------- | ------------------- | ------------ | ---------- | ------------------- | ----------------- |
| Alaska         | neuer Staat         | neuer Staat  | Klasse II  | Zugewinn Demokraten | Bob Bartlett      |
| Alaska         | neuer Staat         | neuer Staat  | Klasse III | Zugewinn Demokraten | Ernest Gruening   |
| North Carolina | B. Everett Jordan   | Demokrat     | Klasse II  | bestätigt           | B. Everett Jordan |
| West Virginia  | John D. Hoblitzell  | Republikaner | Klasse II  | Zugewinn Demokraten | Jennings Randolph |

- bestätigt: ein als Ersatz für einen ausgeschiedenen Senator ernannter Amtsinhaber wurde bestätigt.

### Wahlen zum 84. Kongress
Die Gewinner dieser Wahlen wurden am 3. Januar 1959 in den Senat aufgenommen, also bei Zusammentritt des 86. Kongresses. Alle Sitze dieser Senatoren gehören zur Klasse I.
| Staat         | Amtierender Senator    | Partei       | Ergebnis                   | Neuer Senator        |
| ------------- | ---------------------- | ------------ | -------------------------- | -------------------- |
| Arizona       | Barry Goldwater        | Republikaner | wiedergewählt              | Barry Goldwater      |
| Connecticut   | William A. Purtell     | Republikaner | Zugewinn Demokraten        | Thomas J. Dodd       |
| Delaware      | John J. Williams       | Republikaner | wiedergewählt              | John J. Williams     |
| Florida       | Spessard Holland       | Demokrat     | wiedergewählt              | Spessard Holland     |
| Indiana       | William E. Jenner      | Republikaner | Zugewinn Demokraten        | Vance Hartke         |
| Kalifornien   | William F. Knowland    | Republikaner | Zugewinn Demokraten        | Clair Engle          |
| Maine         | Frederick G. Payne     | Republikaner | Zugewinn Demokraten        | Edmund Muskie        |
| Maryland      | James Glenn Beall      | Republikaner | wiedergewählt              | James Glenn Beall    |
| Massachusetts | John F. Kennedy        | Demokrat     | wiedergewählt              | John F. Kennedy      |
| Michigan      | Charles E. Potter      | Republikaner | Zugewinn Demokraten        | Philip Hart          |
| Minnesota     | Edward John Thye       | Republikaner | Zugewinn Demokraten        | Eugene McCarthy      |
| Mississippi   | John C. Stennis        | Demokrat     | wiedergewählt              | John C. Stennis      |
| Missouri      | Stuart Symington       | Demokrat     | wiedergewählt              | Stuart Symington     |
| Montana       | Mike Mansfield         | Demokrat     | wiedergewählt              | Mike Mansfield       |
| Nebraska      | Roman Hruska           | Republikaner | wiedergewählt              | Roman Hruska         |
| Nevada        | George W. Malone       | Republikaner | Zugewinn Demokraten        | Howard Cannon        |
| New Jersey    | Howard Alexander Smith | Republikaner | Zugewinn Demokraten        | Harrison A. Williams |
| New Mexico    | Dennis Chavez          | Demokrat     | wiedergewählt              | Dennis Chavez        |
| New York      | Irving Ives            | Republikaner | von Republikanern gehalten | Kenneth Keating      |
| North Dakota  | William Langer         | Republikaner | wiedergewählt              | William Langer       |
| Ohio          | John W. Bricker        | Republikaner | Zugewinn Demokraten        | Stephen M. Young     |
| Pennsylvania  | Edward Martin          | Republikaner | von Republikanern gehalten | Hugh Scott           |
| Rhode Island  | John O. Pastore        | Demokrat     | wiedergewählt              | John O. Pastore      |
| Tennessee     | Albert Gore            | Demokrat     | wiedergewählt              | Albert Gore          |
| Texas         | Ralph Yarborough       | Demokrat     | wiedergewählt              | Ralph Yarborough     |
| Utah          | Arthur Vivian Watkins  | Republikaner | Zugewinn Demokraten        | Frank Moss           |
| Vermont       | Ralph Flanders         | Republikaner | von Republikanern gehalten | Winston L. Prouty    |
| Virginia      | Harry F. Byrd          | Demokrat     | wiedergewählt              | Harry F. Byrd        |
| Washington    | Henry M. Jackson       | Demokrat     | wiedergewählt              | Henry M. Jackson     |
| West Virginia | W. Chapman Revercomb   | Republikaner | Zugewinn Demokraten        | Robert Byrd          |
| Wisconsin     | William Proxmire       | Demokrat     | wiedergewählt              | William Proxmire     |
| Wyoming       | Frank A. Barrett       | Republikaner | Zugewinn Demokraten        | Gale W. McGee        |

- wiedergewählt: ein gewählter Amtsinhaber wurde wiedergewählt.

### Erste Wahl in Hawaii
Die ersten Wahlen in Hawaii fanden am 28. Juli 1959 statt, also während des 86. Kongresses.
| Staat  | Amtierender Senator | Partei      | Nachwahl   | Ergebnis              | Neuer Senator |
| ------ | ------------------- | ----------- | ---------- | --------------------- | ------------- |
| Hawaii | neuer Staat         | neuer Staat | Klasse I   | Zugewinn Republikaner | Hiram Fong    |
| Hawaii | neuer Staat         | neuer Staat | Klasse III | Zugewinn Demokraten   | Oren E. Long  |